# Richard Allen (hockeista su prato)
Richard James Allen (Nagpur, 4 giugno 1902 – Bangalore, 1969) è stato un hockeista su prato indiano.

## Palmarès

### Olimpiadi
- Oro a Amsterdam 1928 nell'hockey su prato.
- Oro a Los Angeles 1932 nell'hockey su prato.
- Oro a Berlino 1936 nell'hockey su prato.